# Grodzisk Mazowiecki Okrężna
Grodzisk Mazowiecki Okrężna – przystanek Warszawskiej Kolei Dojazdowej położony przy ul. Okrężnej w Grodzisku Mazowieckim.
| Linia | Trasa | Takt       |
| ----- | --- | ---------- |
|       | Warszawa Śródmieście WKD - Pruszków WKD - Podkowa Leśna Główna - 'Grodzisk Maz. Okrężna - Grodzisk Maz. Radońska | 15/30 min. |

W roku 2022 dzienna wymiana pasażerska na przystanku wyniosła 200-299 osób.

## Opis przystanku

### Perony
Przystanek składa się z dwóch peronów bocznych posiadających jedną krawędź peronową. Na peronach znajdują się przeszklone wiaty przystankowe 

### Parkuj i Jedź
W pobliżu przystanku WKD Grodzisk Mazowiecki Okrężna, przy ul. Okrężnej, znajduje się bezpłatny, niestrzeżony parking Parkuj i Jedź dla samochodów.